# Severní Katalánsko

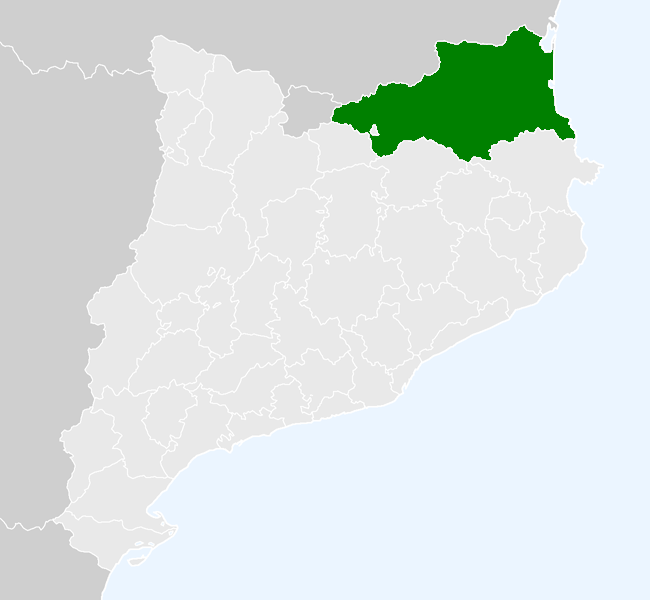
Severní Katalánsko podle výměru katalánské autonomní vlády

Poloha Severního Katalánska vůči ostatním katalánským zemím.

Severní Katalánsko (katalánsky Catalunya Nord, francouzsky Catalogne Nord) je název, používaný katalanisty pro označení území, které postoupilo Španělsko Francii Pyrenejským mírem v roce 1659 (toto území odpovídá dnešnímu francouzskému departementu Východní Pyreneje).